# Route 77 (Islande)
Pour les articles homonymes, voir Route 77.
La Route 77 (Þjóðvegur 77) ou Hofsósbraut est une route islandaise qui dessert la commune de Hofsós dans la région de Norðurland vestra.

## Trajet
- Route 76
- Hofsós